# Hole (groupe)
Pour les articles homonymes, voir Hole.
Hole est un groupe de rock alternatif américain, originaire de Los Angeles, en Californie. Il est formé en 1989 par Courtney Love et Eric Erlandson à Los Angeles.  Le groupe a connu une succession de bassistes et batteurs, dont les plus emblématiques sont la batteuse Patty Schemel, ainsi que les bassistes Kristen Pfaff et Melissa Auf der Maur. Hole reste l'un des groupes riot grrrl et grunge les plus populaires, en ayant vendu de plus de trois millions de disques rien qu'aux États-Unis.

## Biographie

### Débuts (1989–1993)
Dès ses débuts, Courtney Love voulait appeler son groupe Sweet Baby Crystal Powered By God. Par la suite, elle opte pour Hole (« trou ») auquel elle donne plusieurs significations : un rapport avec une conversation qu'elle a eue avec sa mère Linda, qui lui a dit qu'elle devait surmonter le vide que son enfance difficile lui avait laissé, qu'elle devait combler ce « trou » en elle ; une référence à la tragédie d'Euripide, Médée, dans laquelle le personnage principal porte un trou percé dans son âme. À l'origine, ce nom ne se voulait pas connoté sexuellement, mais cette coïncidence ne dérangera pas Courtney pour autant.
Hole publie deux premiers singles axés no wave Retard Girl en avril 1990, et Dicknail en 1991, publiés aux labels Sympathy for the Record Industry et Sub Pop, respectivement. D'après le disc jockey Rodney Bingenheimer, Love le rencontrait souvent au Denny's au Sunset Blvd. où ils buvaient ensemble un café le matin, et le convaincra de diffuser Retard Girl sur chaine de radio KROQ-FM.
En 1991, le groupe signe au label Caroline Records pour publier son premier album, et Love recrute Kim Gordon de Sonic Youth à la production,. Elle lui enverra une lettre, une barrette Hello Kitty, et des copies des premiers singles du groupe. L'album, intitulé Pretty on the Inside, est publié en septembre 1991, et bien accueilli par la presse underground et gagne une place dans la liste des 20 meilleurs albums de l'année établie par le magazine Spin. Il atteindra la 59e place des classements britanniques. L'album comprend le single Teenage Whore classé premier au Royaume-Uni et un clip de leur chanson Garbadge Man est réalisé.
Hole signe avec la branche DGC du label Geffen Records à la fin 1992. Au printemps 1993, le groupe publie le single Beautiful Son, qui est enregistré à Seattle avec le producteur et bassiste à plein temps Jack Endino ; Love jouera aussi de la basse sur la face-B du single intitulée 20 Years In the Dakota, et sur la contribution de l'album-hommage aux Germs A Small Circle of Friends. Toujours au printemps 1993, Love et Erlandson recrutent la bassiste de Janitor Joe, Kristen Pfaff.

### Popularité et séparation (1994–2002)

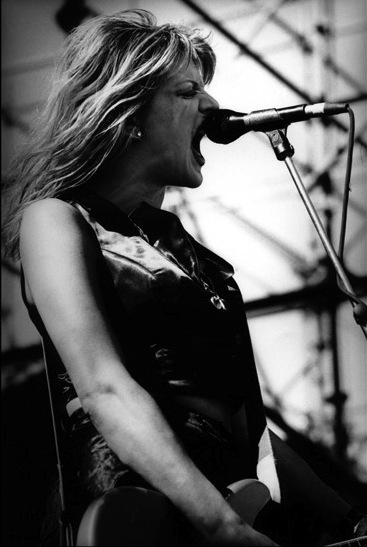
Courtney Love jouant avec Hole au Big Day Out, de Melbourne, le 22 janvier 1995.

Le 12 avril 1994, quelques jours après le décès de Kurt Cobain, l'époux de Courtney Love, Hole sort l'album Live Through This. L'album est d'ailleurs classé parmi « les 50 plus grands albums de tous les temps » dans la catégorie Women Who Rocks par le Rolling Stone Magazine.
En 1994, la bassiste Kristen Pfaff part en cure de désintoxication afin de se faire soigner pour son addiction à l'héroïne. Pfaff était prête à quitter le groupe pour des raisons de santé. Le 15 juin 1994, la bassiste est retrouvée morte dans sa salle de bain à Seattle, victime d'une overdose. À ce moment, le groupe décide de ne pas se présenter au festival Lollapalooza. Le meilleur ami de Courtney à l'époque, Billy Corgan, suggère de la remplacer par la bassiste du groupe Tinker, Melissa Auf der Maur, qui a déjà joué en première partie de Smashing Pumpkins à Montréal. Melissa  fait alors la tournée de 1994 à la place de Kristen. Elles joueront notamment au Reading Festival en Angleterre au KROQ Almost Acoustic Christmas, Saturday Night Live, au Big Day Out, MTV Unplugged, au Reading Festival de 1995, au Lollapalooza de 1995, et aux MTV Video Music Awards, où elles sont nommées pour le clip de la chanson Doll Parts,.
En 1996, le groupe enregistre et publie une reprise de Gold Dust Woman de Fleetwood Mac pour la bande originale du film The Crow: City of Angels (1996). Il s'agit de la première fois que le groupe joue avec Melissa Auf der Maur à la basse en studio. Hole publie deux albums rétrospectifs pendant ce temps : d'abord, leur deuxième EP, intitulé The First Session (1997), qui comprend une version intégrale de la première session d'enregistrement du groupe au Rudy's Rising Star de Los Angeles en mars 1990. Toujours en 1997, elles publient My Body, The Hand Grenade, une compilation de raretés et de lives. Le groupe entre aux Conway Recording Studios de  Los Angeles après avoir essayé d'écrire de nouvelles chansons à Miami, La Nouvelle-Orléans, Londres et New York. Finalement, le groupe sort l'album Celebrity Skin en 1998.
Pendant l'hiver 1998–1999, Hole effectue une tournée en soutien à l'album Celebrity Skin, se joignant à Marilyn Manson, qui promouvait de son côté l'album, Mechanical Animals (1998) pendant la tournée Beautiful Monsters Tour. Les deux groupes se partageront à 50/50 les recettes de la tournée. Manson et Love se moquaient souvent d'eux sur scène. Hole annonce officiellement son renvoi de la tournée après un concert infructueux au Rose Garden Arena de Portland, où les fans de Manson finiront par huer le groupe. Le groupe continue, malgré ces événements, ses concerts et festival. Le 18 juin 1999 pendant un concert des Hole au Hultsfred Festival, en Suède, une jeune femme de 19 ans décède. Hole jouera son dernier concert au Thunderbird Stadium de Vancouver, le 14 juillet  1999.
Melissa Auf der Maur quitte le groupe en 2000 pour rejoindre les Smashing Pumpkins. En mai 2002, Courtney Love et Eric Erlandson annoncent officiellement la fin de Hole. La batteuse du groupe (Samantha Maloney) va rejoindre le groupe Mötley Crüe.

### Deuxième période (2009–2022)
Courtney Love annonce en juin 2009 la reformation de Hole et la sortie de l'album Nobody's Daughter en collaboration avec Billy Corgan. L'album sort le 27 avril 2010.
Après avoir sorti plusieurs singles solo sur la décennie, Courtney Love ainsi que les membres du groupe Hole Eric Erlanson, Melissa Auf Der Maur et Patty Schemel annoncent en 2019 leur réunion. Un cinquième album studio devrait voir le jour en 2022.[réf. nécessaire]

## Membres

### Anciens membres
- Courtney Love – chant, guitare rythmique (1989–2002, 2010–2012)
- Eric Erlandson – guitare solo (1989–2002, 2012)
- Mike Geisbrecht – guitare rythmique, guitare solo (1989–1990)
- Lisa Roberts – basse (1989–1990)
- Caroline Rue – batterie (1989–1992)
- Jill Emery – basse (1990–1992)
- Leslie Hardy (en) – basse (1992–1993)
- Kristen Pfaff – basse, chœurs (1993–1994 ; décédé en 1994)
- Patty Schemel – batterie (1992–1998, 2012)
- Melissa Auf der Maur – basse, chœurs (1994–1999, 2012)
- Samantha Maloney – batterie (1998–2000)
- Micko Larkin – guitare solo (2010–2012)
- Shawn Dailey – basse (2010–2012)
- Stu Fisher – batterie (2010–2011)
- Scott Lipps – batterie (2011–2012)

## Discographie

### Albums studio
- 1991 : Pretty on the Inside
- 1994 : Live Through This
- 1998 : Celebrity Skin
- 2010 : Nobody's Daughter

### EP
- 1995 : Ask For It
- 1997 : The First Session

### Compilation
- 1997 : My Body, The Hand Grenade